# MacArthur (BART)
MacArthur is een metrostation in de Amerikaanse stad Oakland (Californië) en is onderdeel van het BART netwerk. Het station werd geopend op 11 september 1972 als noordelijk eindpunt van de eerste lijn van BART. Destijds liep de Richmond-Fremont Line van MacArthur naar Fremont, verdere verlengingen aan de noordkant volgden in de eerste helft van 1973. Het station ligt in de middenberm van State route 24 en is met twee eilandperrons en vier sporen het grootste van het net. Sinds 29 januari 1973 rijden de metro's verder door naar het noorden en sinds 21 mei 1973 ook naar het oosten. De Pittsburg/Bay Point-SFO/Millbrae Line gebruikt de middelste sporen terwijl de buitenste sporen worden gebruikt door de Richmond-Fremont Line en de Richmond-Millbrae Line. Aan de noordkant dalen de sporen richting het noorden af tussen die naar het oosten hierdoor kunnen de metro's van beide perronsporen kruisingsvrij een lijn kiezen. Aan de zuidkant liggen wisslstraten tussen de drie sporen die de tunnel onder Oakland ingaan. Het middelste van deze sporen is verbonden met het westelijke spoor van de bovenste buis onder de Oaklandse binnenstad en leidt naar San Francisco. Het oostelijke spoor is verbonden met het oostelijke spoor in de bovenste buis, terwijl het westelijke spoor verbonden is met de onderste buis van de tunnel. Het onderste en het oostelijke spoor splitsen ten zuiden van 12th Street/Oakland City Center en zijn daarmee zowel te gebruiken door metro's van en naar San Francisco als van en naar Lake Merrit en verder.